# David Purcey
Ne pas confondre avec David Purley.
David Kent Purcey (né le 22 avril 1982 à St. Charles, Illinois, États-Unis) est un lanceur gaucher de la Ligue majeure de baseball.

## Carrière

### Blue Jays de Toronto
David Purcey est drafté le 7 juin 2004 par les Blue Jays de Toronto au 1er tour de sélection (17e choix). Il débute en Ligue majeure le 18 avril 2008.
Purcey lance son premier match complet en Ligue majeure le 27 août 2008, enregistrant 11 retraits sur des prises pour 5 coups sûrs accordés en huit manches. Toronto lui confie la balle à 12 reprises comme lanceur partant durant la saison 2008 : Purcey remporte trois décisions contre six défaites et affiche une moyenne de points mérités de 5,54.
Il partage la 2009 entre les ligues mineures et Toronto. Il effectue neuf départs pour les Blue Jays mais ne remporte qu'une victoire contre trois défaites et sa moyenne de points mérités est très élevée (6,19 en 48 manches lancées).
En 2010, Purcey est utilisé exclusivement comme releveur par les Jays et il s'avère plus efficace dans ce rôle. En 33 sorties et 34 manches lancées, il abaisse sa moyenne de points mérités à 3,71. Souvent utilisé en fin de match, le plus souvent alors que son équipe traîne de l'arrière (il termine 18 parties des Jays en 2010), le rôle de Purcey n'est pas celui d'un stoppeur mais il réussit néanmoins durant la saison à enregistrer son premier sauvetage en carrière (son seul de l'année) le 26 juillet dans un gain sur Orioles de Baltimore.

### Athletics d'Oakland
Purcey est échangé aux Athletics d'Oakland le 18 avril 2011 en retour du lanceur de ligues mineures Danny Farquhar. Il est recruté pour compenser les blessures de Rich Harden et Dallas Braden. Il effectue neuf sorties pour les Athletics, présentant une très bonne moyenne de points mérités de 2,13 en 12 manches et deux tiers lancées en relève. Mais le 27 mai 2011, Oakland, qui compte beaucoup de bons lanceurs, échange Purcey aux Tigers de Detroit pour acquérir Scott Sizemore, un joueur de deuxième but.

### Tigers de Détroit
Purcey affiche une moyenne de points mérités de 7,23 avec 15 points accordés à l'adversaire en seulement 18 manches et deux tiers lancées avec les Tigers. Il est laissé de côté par l'équipe en séries éliminatoires.

### White Sox de Chicago
Le 9 décembre 2011, il signe un contrat des ligues mineures avec les Phillies de Philadelphie mais ne s'aligne qu'avec un de leurs clubs affiliés en ligues mineures. Il rejoint ensuite les White Sox de Chicago. En 2013, Purcey maintient une moyenne de points mérités de 2,13 en 25 manches et un tiers lancées lors de 24 sorties pour Chicago, avant de jouer 2014 dans les mineures avec un club-école des Sox.

## Statistiques
| Saison | Équipe  | G  | GS | CG | SHO | V | D  | SV | IP    | SO  | ERA  |
| ------ | ------- | -- | -- | -- | --- | - | -- | -- | ----- | --- | ---- |
| 2008   | Toronto | 12 | 12 | 1  | 0   | 3 | 6  | 0  | 65.0  | 58  | 5,54 |
| 2009   | Toronto | 9  | 9  | 0  | 0   | 1 | 3  | 0  | 48.0  | 39  | 6,19 |
| 2010   | Toronto | 33 | 0  | 0  | 0   | 1 | 1  | 1  | 34.0  | 3   | 3,71 |
| Totaux | Totaux  | 54 | 21 | 0  | 0   | 5 | 10 | 1  | 147.0 | 129 | 5,33 |

Note : G = Matches joués ; GS = Matches comme lanceur partant ; CG = Matches complets ; SHO = Blanchissages ; 
V = Victoires ; D = Défaites ; SV = Sauvetages ; IP = Manches lancées ; SO = Retraits sur des prises ; ERA = Moyenne de points mérités.